# نينجا (فلم 2009)
نينجا (بالإنجليزية: Ninja) هو فيلم حركة تم إنتاجه في الولايات المتحدة وصدر سنة 2009 بطولة سكوت ادكنز وتسويوشي ايهارا.

## القصة
يدرس (كيسي) علوم النينجا في اليابان، وفي حيازة أستاذه أسلحة أسطورية خاصة بالنينجا، والتي تذهب للشخص الذي يستحقها، أما النينجا الآخر والذي يدعى (ماسازوكا) فاعتقد أنه الشخص الذي يستحق هذه الأسلحة، ولكن الأستاذ منجذب ل(كيسي)، وفي أحد الأيام يهاجم (ماسازوكا) النينجا الآخر (كيسي)، إلا أن (كيسي) دافع عن نفسه وتسبب في جروح ل(ماسازوكا)، كما يتم طرده، فيتحول إلى قاتل، يعمل لدى مجموعة من المجرمين، وبعدها يقتل الأستاذ بعد أن رفض إعطائه الأسلحة، فهل سينجح في الحصول الأسلحة؟.

## الميزانية والإيرادات
كلف الفيلم 10 ملايين دولار.

## وصلات خارجية
- مقالات تستعمل روابط فنية بلا صلة مع ويكي بيانات

نينجا على IMDb
نينجا على Rotten Tomatos